# Villainess Level 99
Villainess Level 99 (悪役令嬢レベル99 ～私は裏ボスですが魔王ではありません～, Akuyaku reijō reberu 99: Watashi wa ura bosu desu ga maō de wa arimasen, litt. Vilaine niveau 99 : Je suis le boss secret, mais je ne suis pas le seigneur démon) est une série de light novel japonais écrite par Satori Tanabata et illustrée par Tea. Elle commence initialement sous forme de web novel, publié sur le site de publication de romans Shōsetsuka ni Narō, en juin 2018. La série est ensuite acquise par Fujimi Shobo, qui commence à la publier en tant que light novel sous le label Kadokawa Books en mai 2019. Une adaptation en manga, illustrée par Nokomi, commence sa sérialisation dans le magazine B's Log Comic d'Enterbrain en février 2020. Une adaptation en série d'animation, produite par Jumondō, est diffusée à la télévision japonaise depuis janvier 2024, et proposée hors Asie par Crunchyroll sous le titre Villainess Level 99: I May Be the Hidden Boss but I'm Not the Demon Lord.

## Synopsis
Eumiella Dolkness, 5 ans, retrouve la mémoire de sa vie précédente et prend conscience qu'elle a été réincarnée en tant que futur boss caché dans un RPG otome. Elle décide de passer son enfance à augmenter son niveau en combattant les monstres dans un donjon, et ainsi survivre à son avenir fatal prévu dans le scénario du jeu. Quelques années plus tard, lors d'un banal examen de niveau lors de son entrée à l'académie royale, il s'avère que son entrainement était trop intense : alors que le niveau 10 est le score le plus élevé attendu des étudiants de son âge, elle a atteint le niveau 99, attirant l'attention sur elle et déviant du script du jeu.

## Personnages
Eumiella Dolkness (ユミエラ・ドルクネス, Yumiera Dorukunesu)
Voix japonaise : Fairouz Ai
Le personnage principal, ancienne japonaise réincarnée en jeune fille d'une famille noble. En se remémorant sa vie précédente, elle prend conscience qu'elle est censée être la vilaine et le boss secret du jeu vidéo La Magie de la lumière et les Héros (光の魔法と勇者様, Hikari no mahō to yūsha-sama) (abrégé Lumière Héros (ヒカユウ, Hikayū)), apparaissant après la défaite du Roi-démon. Cependant, elle prévoit de mener une vie paisible et a passé son enfance à augmenter son niveau pour pouvoir rester en sécurité. En entrant à l'académie de magie, elle aurait préféré éviter Alicia et son groupe, et cacher sa maîtrise de la magie des ténèbres, propre aux monstres dans cet univers, mais elle est rapidement démasquée.
Alicia Enlight (アリシア・エンライト, Arishia Enraito)
Voix japonaise : Azumi Waki (en)
Unique roturière acceptée à l'académie, en raison de sa maîtrise de la magie de la lumière, seule à même de vaincre le roi-démon. Dans le jeu vidéo original, elle est en effet l'héroïne destinée à devenir la « Sainte » qui vaincra le roi-démon puis le boss caché Eumiella Dolkness.
Edwin Varschine (エドウィン・バルシャイン, Edōwin Barushain)
Voix japonaise : Taku Yashiro (en)
Deuxième prince du royaume, c'est un épéiste-mage, et un des prétendants de l'héroïne dans le jeu original La Magie de la lumière et les Héros.
Oswald Grimzard (オズワルド・グリムザード, Ozuwarudo Gurimuzādo)
Voix japonaise : Kōhei Amasaki
Mage surdoué maîtrisant les quatre éléments et un des prétendants dans le jeu original.
William Ares (ウィリアム・アレス, Wiriamu Aresu)
Voix japonaise : Haruki Ishiya (en)
Combattant expérimenté malgré son jeune âge et un des prétendants dans le jeu original.
Patrick Ashburton, (パトリック・アッシュバトン, Patorikku Asshubaton)
Voix japonaise : Yūma Uchida (en)
Fils d'une famille frontalière qui a l'expérience de la chasse au monstre, il est l'un des rares camarade de classe d'Eumiella à ne pas être effrayé par elle. Prenant conscience de ses sentiments pour Eumiella, il se fixe pour objectif d'atteindre lui aussi le niveau 99 afin d'être digne de lui demander sa main.

## Light novel
Écrite par Satori Tanabata, la série a commencé sa sérialisation en tant que web novel sur le site de publication de romans Shōsetsuka ni Narō le 15 juin 2018. Elle a ensuite été acquise par Fujimi Shobo, qui a commencé à la publier en tant que light novel avec des illustrations de Tea sous le label Kadokawa Books le 10 mai 2019. Elle compte six volumes en janvier 2024.

### Liste des volumes
| no | Japonais        | Japonais          |
| no | Date de sortie  | ISBN              |
| -- | --------------- | ----------------- |
| 1  | 10 mai 2019     | 978-4-04-073172-8 |
| 2  | 9 novembre 2019 | 978-4-04-073379-1 |
| 3  | 9 mai 2020      | 978-4-04-073642-6 |
| 4  | 9 avril 2021    | 978-4-04-073862-8 |
| 5  | 10 juin 2022    | 978-4-04-074407-0 |
| 6  | 10 janvier 2024 | 978-4-04-075251-8 |

## Manga
Une adaptation en manga, illustrée par Nokomi, a commencé sa sérialisation dans le magazine B's Log Comic d'Enterbrain le 5 février 2020. Regroupée au format tankōbon, elle compte trois volumes en février 2023. En français, une édition est en cours chez Soleil depuis mars 2023.

### Liste des volumes
| no | Japonais          | Japonais                                                                    | Français        | Français          |
| no | Date de sortie    | ISBN                                                                        | Date de sortie  | ISBN              |
| -- | ----------------- | --------------------------------------------------------------------------- | --------------- | ----------------- |
| 1  | 1er octobre 2020  | 978-4-04-736216-1                                                           | 5 avril 2023    | 978-2-30-209565-6 |
| 2  | 1er novembre 2021 | 978-4-04-736681-7 (ISBN 978-4-04-736793-7) (édition spéciale avec drama CD) | 12 juillet 2023 | 978-2-30-210104-3 |
| 3  | 1er février 2023  | 978-4-04-737355-6                                                           | 3 juillet 2024  | 978-2-30-210238-5 |

## Drama CD
Le volume 2 du manga a donné lieu, en  2021, à une édition spéciale, comprenant un drame audio sur CD, incluant une histoire inédite Gakuen ni nana fushigi (学園の七不思議, litt. « Les Sept Merveilles de l'académie »), avec les voix de Fairouz Ai, Yuma Uchida, Azumi Waki et Taku Yashiro, qui reprendront leurs rôles respectifs pour la série d'animation de 2024.

## Animé
Une adaptation en série animée a été annoncée le 24 mars 2023. Elle est produite par Jumondō et dirigée par Minoru Yamaoka, avec des scripts écrits par Fumihiko Shimo, des designs de personnages gérés par Hitomi Kaiho et Lo Ho Kim, et une musique composée par Kana Utatane. Sa diffusion a débuté le 9 janvier 2024 à la télévision japonaise.
La chanson thème du générique d'ouverture, LOVE or HATE?, est interprétée par Mayu Maeshima, tandis que la chanson thème du générique de fin, Suki ga Rebechi (好きがレベチ), est interprétée par Eleonora (Rina Hidaka) et Eumiella (Fairouz Ai). Le premier épisode présente une chanson de Hanatan, intitulée Ray of Light, qui sert de générique d'ouverture du jeu La Magie de la lumière et les Héros.

### Liste des épisodes
| No | Titre français                                     | Titre japonais             | Titre japonais                   | Date de 1re diffusion |
| No | Titre français                                     | Kanji                      | Rōmaji                           | Date de 1re diffusion |
| --- | -------------------------------------------------- | -------------------------- | -------------------------------- | --------------------- |
| 1 | Le boss caché entre à l'académie                   | 裏ボス、学園に入学する     | Ura bosu, gakuen ni nyūgaku suru | 9 janvier 2024        |
| C'est la rentrée à l'académie royale pour Alicia. Malgré son arrivée en retard et son statut de roturière, elle fait la connaissance d'Oswald, William, Edwin, et ses autres camarades de première année qui lui offrent leur aide pour s'intégrer au sein de cet établissement prestigieux. Seule une mystérieuse noble aux cheveux noirs, Eumilla, semble se tenir à l'écart et cacher un terrible secret... |                                                    |                            |                                  |                       |
| 2 | Le boss caché montre ses capacités                 | 裏ボス、実力を見せる       | Ura bosu, jitsuryoku o miseru    | 16 janvier 2024       |
| Les cours ont commencé à l'académie royale. Edwin et son groupe soupçonnent Eumiela d'avoir truqué son examen de niveau et agissent pour la faire renvoyer. Finalement menacée d'expulsion par le directeur, Eumiela doit faire la preuve de ses capacités. |                                                    |                            |                                  |                       |
| 3 | Le boss caché est invité au château                | 裏ボス、お城に招かれる     | Ura bosu, oshiro ni manekareru   | 23 janvier 2024       |
| Eumiella est convoquée au château royal. Le capitaine Adolf, chevalier le plus puissant du royaume, et le haut-mage de la cour testent Eumiella et confirment son niveau 99. À l'issue de l'audience, la reine invite Eumiella à participer à la chasse au Roi-démon. |                                                    |                            |                                  |                       |
| 4 | Le boss caché s'entraîne sur le terrain            | 裏ボス、野外演習に出る     | Ura bosu, yagai enshū ni deru    | 30 janvier 2024       |
| Eumiella se rend compte que, pour une raison inconnue, les yeux d'Alicia la perçoivent comme une entité monstrueuse sombre. Plus tard, le directeur de l'académie demande à Eumiella de superviser les futurs exercices de plein-air. |                                                    |                            |                                  |                       |
| 5 | Le boss caché trouve un confident                  | 裏ボス、話し相手が出来る   | Ura bosu, hanashiaite ga dekiru  | 6 février 2024        |
| Eumiella et Patrick, qui se sont rapprochés lors de l'exercice en plein-air, approfondissent leur relation lors d'un entrainement à l'escrime. Mais quelques jours plus tard, à l'occasion d'un nouvel exercice sur le terrain, Eumiella utilise à nouveau sa flûte pour attirer des monstres, contre l'avis de Patrick.                                                                                       |                                                    |                            |                                  |                       |
| 6 | Le boss caché participe au grand tournoi           | 裏ボス、武術大会に出る     | Ura bosu, bujutsu taikai ni deru | 13 février 2024       |
| Les vacances d'été se terminent et c'est déjà la saison du grand tournoi de l'académie. Eumiella prévoyait de ne pas y participer afin de laisser briller les élèves aspirant à une carrière militaire. Mais lorsqu'elle apprend que le premier prix est un talisman augmentant les attributs magiques des ténèbres, elle ne peut résister.                                                                    |                                                    |                            |                                  |                       |
| 7 | Le boss caché entre dans la danse                  | 裏ボス、ダンスに挑む       | Ura bosu, dansu ni idomu         | 20 février 2024       |
| Edwin interroge Eumiella sur la disparition de plusieurs effets personnels d'Alicia. Eumiella est innocente, et craignant que ce genre de harcèlement empêche Alicia de s'entrainer sereinement pour élever son niveau, elle décide de trouver et neutraliser elle-même le coupable. |                                                    |                            |                                  |                       |
| 8 | Le boss caché rencontre un dragon                  | 裏ボス、ドラゴンに出会う   | Ura bosu, doragon ni deau        | 27 février 2024       |
| Une camarade de classe d'Eumiella, Jessica Monford, la prie d'exterminer un dragon qui menace le territoire de sa famille. Eumiella, reconnaissant une quête de Lumière Héros conduisant à l'obtention d'une excellente monture, accepte la tâche avec enthousiasme. |                                                    |                            |                                  |                       |
| 9 | Le boss caché se fait démarcher par un pays ennemi | 裏ボス、敵国に勧誘される   |                                  | 5 mars 2024           |
| Eumiella est contactée par un officier de renseignement du Royaume de Remrest, dont elle refuse la proposition. Mais au cours de leur conversation, elle commence à penser qu'elle pourrait avoir des sentiments particuliers pour Patrick. Cependant, l'intéressé s'absente souvent et semble avoir des activités secrètes... Se pourrait-il qu'il fréquente une petite amie en secret ?                      |                                                    |                            |                                  |                       |
| 10 | Le boss caché entre dans un donjon                 | 裏ボス、ダンジョンにもぐる | Ura bosu, danjon ni moguru       | 12 mars 2024          |
| Eumiella finit par retrouver Alicia, qui avait disparu, près de l'entrée du donjon. Le comportement étrange d'Alicia serait-il provoqué par le pouvoir du scénario original qui cherche à faire d'elle la future héroïne ? Eumiella décide de superviser elle-même la montée de niveau d'Alicia, mais sa méthode d'entraînement est plutôt brutale...                                                          |                                                    |                            |                                  |                       |
| 11 | Le boss caché reçoit une déclaration               | 裏ボス、告白される         |                                  | 19 mars 2024          |
| Eumiella est soudain prise pour cible par un assassin. Les tentatives se succèdent, mais contre Eumiella et son niveau 99, elles restent vaines. Alors qu'elle part à la recherche du commanditaire, elle fait la connaissance d'un jeune garçon. |                                                    |                            |                                  |                       |
| 12 | Le boss caché affronte le roi-démon                | 裏ボス、魔王と戦う         |                                  | 26 mars 2024          |
| Le moment du combat final est venu pour Eumiella et ses amis, qui partent vers le château du roi-démon. Mais celui-ci possède un pouvoir écrasant et les compagnons d'Eumiella sont rapidement neutralisés. Le roi-démon commence à révéler à Eumilla la vérité sur la création du royaume et du roi-démon...                                                                                                  |                                                    |                            |                                  |                       |